# Gostomia (województwo mazowieckie)
Gostomia – wieś sołecka w Polsce położona w województwie mazowieckim, w powiecie grójeckim, w gminie Nowe Miasto nad Pilicą. We wsi znajduje się zabytkowy zespół pałacowo-parkowy i kompleks stawów rybnych.
Przez miejscowość przepływa rzeczka Lubanka, lewobrzeżny dopływ Pilicy.
W latach 1975–1998 miejscowość administracyjnie należała do województwa radomskiego.